# 中村真由美
中村 真由美（なかむら まゆみ、1980年5月26日 - ）は、日本の元モデル・レースクイーンである。

## 人物
1980年（昭和55年）、石川県生まれ。星稜高等学校卒業。趣味はダンスと料理で、好きな色は白。
プロ野球、読売ジャイアンツのマスコットガールを経て、レースクイーンを務めるなどした。
2004年（平成16年）12月、出身高校の先輩にあたるプロ野球選手、山本省吾（当時の所属は大阪近鉄バファローズ）と結婚した。結婚が新聞報道等によって知られることになったが、その後も中村は所属事務所との契約が終了する翌年3月末までは自ら希望して通常通り仕事を続けていた。所属芸能事務所は株式会社ワンエイトプロモーションであった。

## 経歴
- 2002年 - 東京ドーム 「チームジャピッツ21」
- 2003年 - TEAM MACH GO GT 「マリオレースクイーン」（当時、所属事務所は メディアプロジェクト21）
- 2004年 - TEAM MACH GO GT 「ファブレスレースクイーン」（当時、所属事務所は ワンエイトプロモーション[1])